# Hemiceras mezata
Hemiceras mezata är en fjärilsart som beskrevs av William Schaus 1939. Hemiceras mezata ingår i släktet Hemiceras och familjen tandspinnare. Inga underarter finns listade i Catalogue of Life.